# Merkaure Sobekhotep
Merkaure Sobekhotep (VII.), auch Mer-kau-Re Sobekhotep (VII.), war ein altägyptischer König (Pharao) der 13. Dynastie (Zweite Zwischenzeit). Er regierte etwa von 1646 bis 1644 v. Chr.
Merkaure Sobekhotep (VII.) erscheint im Turiner Königspapyrus. Nach dem Papyrus soll er zwei Jahre, vier Tage und eine unbekannte Anzahl von Monaten regiert haben. Er wird in der Königsliste von Karnak genannt, von ihm sind zwei Statuen aus Karnak bekannt.
Er ist der letzte Herrscher der 13. Dynastie, dessen Name im Turiner Königspapyrus erhalten ist. Die Reihenfolge der nachfolgenden Könige ist daher sehr unsicher.